# Isenberg (Ottenbach)

Der Isenberg oberhalb von Ottenbach

Der Isenberg ist ein Berg im Bezirk Affoltern im Schweizer Kanton Zürich.

## Geografie und Geologie
Der Berg liegt im Gebiet der Gemeinden Ottenbach, Obfelden und Affoltern am Albis.  Er erstreckt sich über eine Länge von 1,5 Kilometern vom Nordrand des Obfeldener Ortsteils Bickwil im Süden bis zum Gebiet Bötschgen im Norden, wo die Hauptstrasse 299 über den Geländesattel beim Lochhof führt. Der höchste Punkt liegt auf 533 m im südlichen Abschnitt der Erhebung im Gemeindegebiet von Ottenbach und überragt die Flussniederung an der Reuss um 150 Meter.

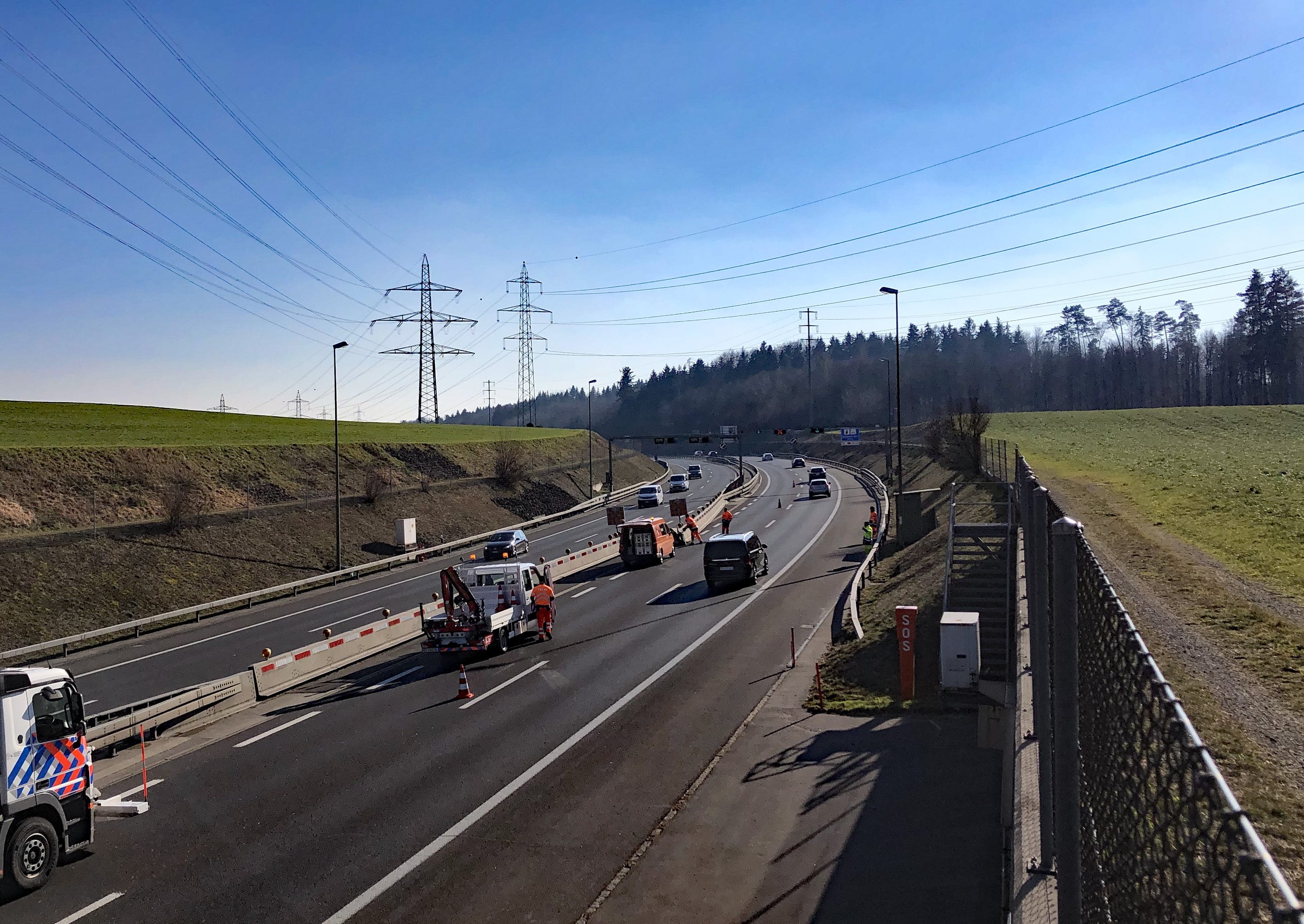
Isenberg mit Autobahn A4 und Hochspannungsleitungen zum Unterwerk Bickwil

Der Isenberg folgt dem Reusstal auf der Ostseite und trennt dieses vom mittleren Abschnitt des Jonentals. Er ist so wie auch die Anhöhe von Islisberg weiter nördlich ein Molasse-Felsrücken, der von Moränen des eiszeitlichen Reussgletschers überdeckt ist. Die jüngsten Moränen stammen vom sogenannten Schlieren-/Stetten-Stadium der letzten Vergletscherung. Die weniger stark ausgeprägten Höhenzüge südöstlich von Obfelden sind ebenfalls glaziale Bodenformen und werden als Drumlins interpretiert. In Kiesgruben der Region können bis 40 Meter mächtige Schotter abgebaut werden. Auf dem Isenberg liegt ein Sandstein-Findling, der während der letzten Eiszeit abgelagert wurde.
Auf der Ostseite verläuft die Autobahn A4 dem Hangfuss des Isenbergs entlang. Im Gebiet Zwillikermoos-Isenberg bietet eine Wildtierüberführung dem Wild eine sichere Passiermöglichkeit über die Autobahn.
Über den Isenberg führt der Ämtlerweg von Zwillikon über die Autobahn A4 nach Ottenbach.

## Natur
Der Isenberg ist auf einer Fläche von rund 100 Hektar von Wald bedeckt. Im standorttypischen Buchenwald sind aufgrund der Forstwirtschaft an einigen Stellen auch Fichten vertreten. Der grösste Teil des Waldes ist im Besitz der Holzkorporation Ottenbach. Der Wald wurde im Nordabschnitt am 26. Dezember 1999 durch den Sturm Lothar sehr stark geschädigt. Im Norden des Waldes liegt ein Feuchtgebiet mit dem Quellgebiet des Stampfenbächlis, das nach Ottenbach fliesst und im Moorgebiet Gmeimatt in den Fabrikkanal mündet.
Der westliche Abhang des Berges dient ausserhalb des Waldes bei den Höfen Isenberg, Oberberg und Gibel als Landwirtschaftsfläche.
Im Gebiet Gibel ist eine wertvolle Heckenlandschaft erhalten.

## Archäologie
Auf dem breiten Rücken des Isenbergs befinden sich die Überreste einer römischen Siedlung, die in den Jahren 1741 sowie 1863–1864 ausgegraben und 2018 von der Kantonsarchäologie Zürich durch eine Prospektion überprüft wurden.